# Protracheoniscus maracandicus
Protracheoniscus maracandicus là một loài chân đều trong họ Trachelipodidae. Loài này được Uljanin miêu tả khoa học năm 1875.